# Vilhelm la Cour
Vilhelm Birkedal Barfod Dornonville de la Cour, född 23 december 1883, död 22 juni 1974, var en dansk historiker. Han var son till Jørgen Carl la Cour och tillhörde den franskbördiga danska släkten la Cour.
La Cour, som var lärare vid olika skolor från 1909, blev filosofie doktor 1927 och docent vid Köpenhamns universitet 1928. La Cour, som främst koncentrerade sina arbeten på Sønderjyllands äldre historia och deltog verksamt som publicist i den nationella rörelsen, författade bland annat Sjællands ældste Bygder (1927) och Dannevirke (samma år). La Cour var medutgivare av Sønderjyllands Historie (1930).